# Bergwerk Gliwice

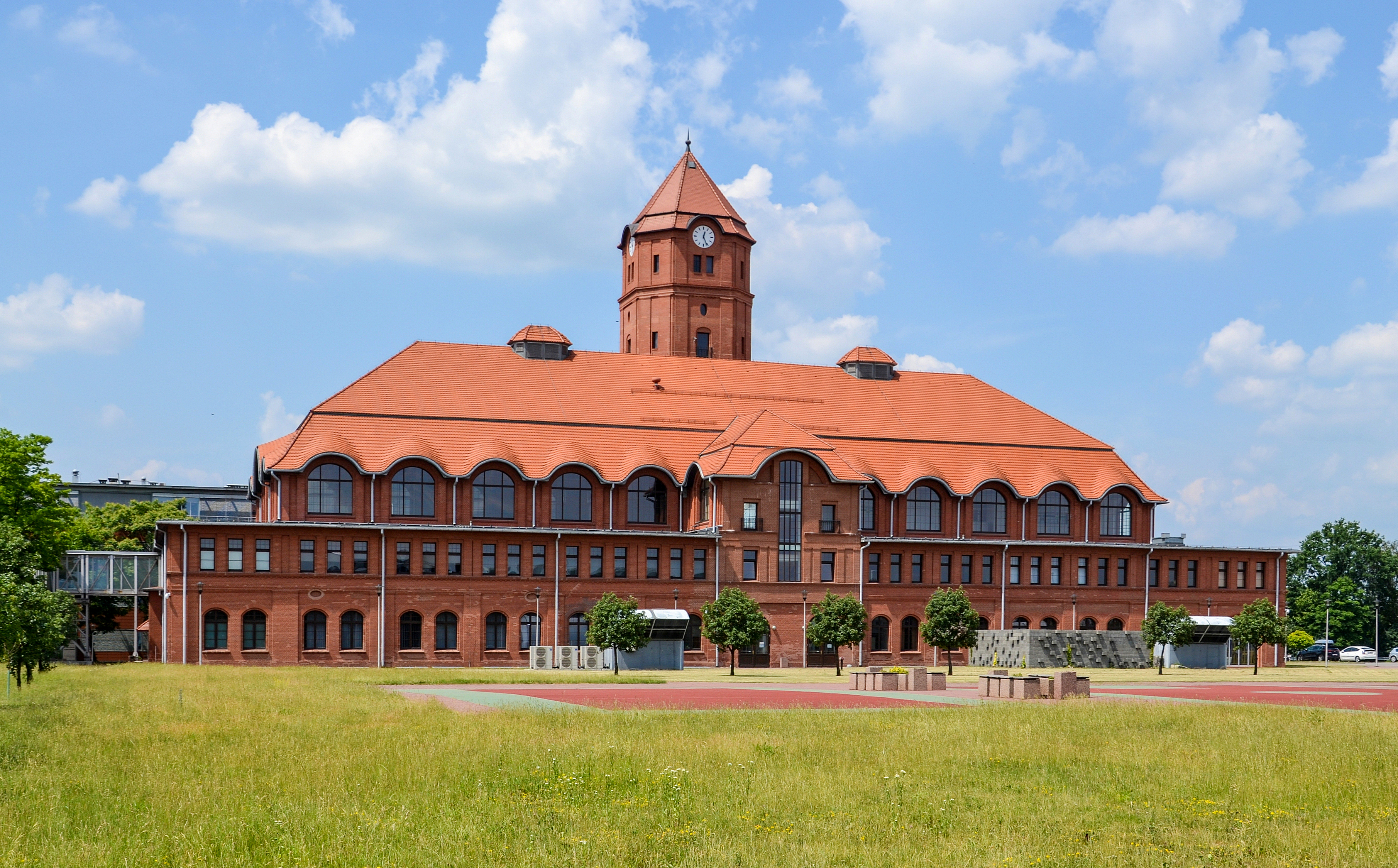
Tagesanlagen der ehemaligen Grube

Das Steinkohlenbergwerk Gliwice (deutsche Bezeichnung bis 1945 Gleiwitzgrube, polnisch Kopalnia Węgla Kamiennego Gliwice) ist ein stillgelegtes Steinkohlen-Bergwerk im Ortsteil Trynek der Stadt Gliwice.

## Geschichte
Das Bergwerk wurde am 26. Juni 1901 gegründet durch die Konsolidation von 16 Grubenfeldern, die in den Jahren 1873 bis 1900 verliehen worden waren; dadurch entstand eine Gesamtberechtsame von 24,09 km². Diese Felder gehörten William Suermondt und einigen weiteren Geschäftsleuten aus dem Rheinland, wurden aber schon 1909 zum großen Teil (64 %) an die Oberschlesische Eisenindustrie KG (in Wirtschaftskreisen kurz „Obereisen“ genannt) für eine Kaufsumme von 2,7 Mio. Mark verkauft, weil Suermondt das notwendige Kapital zur Errichtung eines Bergwerksbetriebs fehlte. 33,5 % hielt ein Bankenkonsortium, 2,5 % verblieben bei Suermondt. Später kamen noch weitere Grubenfelder hinzu und die Grube erreichte eine Größe von 30 km².
Im Jahr 1909 begann man nach mehreren Probebohrungen mit der Errichtung der Tagesanlagen und der Niederbringung zweier Schächte (Carl-Fürstenberg-Schächte) in der Nähe des Bahnhofs Gliwice-Trynek (Lage). Da die Teufarbeiten stark durch Wasserzuflüsse und Schwimmsandeinbrüche behindert wurden und deshalb der Schachtausbau mit Tübbings erfolgen musste, konnte erst Ende 1911 die erste Sohle in 185 m Teufe aufgefahren werden.
Im Jahr 1912 errichtete man nach Entwürfen der häufiger in Oberschlesien tätigen Berliner Architekten Georg und Emil Zillmann das Verwaltungsgebäude, die Waschkaue sowie eine Arbeitersiedlung an der ul. Pszczyńska.
Im Frühjahr 1913 begannen die Arbeiten für einen Wetterschacht in Wójtowa Wieś, der zunächst eine Teufe von 110 m erreichte.
Diese Anfangsinvestitionen waren jedoch so hoch, dass schon 1914 die Grube an die Oberschlesische Kokswerke und Chemische Fabriken AG in Berlin verkauft werden musste – ein Unternehmen, das in Oberschlesien schon mehrere Kokereien betrieb und an Kokskohle interessiert war. Unter den neuen Besitzern wurde die Förderung auf 145.103 t erhöht, der Kohletransport unter Tage durch Lokomotiven eingeführt sowie über Tage eine Kohlenwäsche errichtet. 1921 wurden beide Förderschächte auf 305 m tiefergeteuft.
Obwohl mehrere der von dort aus aufgefahrene Flöze nur eine mittlere Mächtigkeit von einem Meter hatten, konnte Kokskohle von ausgezeichneter Qualität mit einem niedrigen Asche- und Schwefelgehalt gefördert werden. Deshalb wurde in der Zwischenkriegszeit eine eigene Kokerei erbaut, die 1929 bereits 424.000 t Koks erzeugte.
Bei der Teilung Oberschlesiens im Jahr 1922 verblieb das Gebiet von Gleiwitz beim Deutschen Reich. Das Bergwerk gelangte 1923 an ein Konsortium der Schering AG und der Oberschlesische Kokswerke und Chemische Fabriken AG, das 1920 auch das niederschlesische Bergwerk Glückhilf-Friedenshoffnung zusammen mit einer leistungsfähigen Kokerei erworben hatten. Aufgrund der Zerschneidung des bis dahin einheitlichen Wirtschaftsraums wirkte sich die Trennung in West- und Ostoberschlesien auf die wirtschaftliche Lage des Bergwerks so positiv aus, dass erhebliche Investitionen in die Modernisierung der Kohlenwäsche und der Kokerei getätigt wurden. Auch wurde 1932 eine Schwefelsäuregewinnungsanlage fertiggestellt. 1929 waren auf der Grube 2.550 Personen (davon 1.356 unter Tage) beschäftigt und es wurden 505.070 t Steinkohlen gefördert.
Die Weltwirtschaftskrise führte zu einer Reduzierung der Belegschaft sowie der Stilllegung der Kokerei. 1932 kam die Grube an die Borsig-Kokswerke AG mit Sitz in Zabrze, während vier Einzelfelder weiterhin der Schering AG gehörten.
1937 erfolgte die Konzentration der gesamten Förderung auf Schacht I (305 m Teufe, Doppelförderung, Seilfahrt und einziehender Wetterschacht); daneben gab es noch zwei ausziehende Wetterschächte (305 m und 185 m Teufe). Eine Belegschaft von 2.376 Arbeitern und Angestellten (1.749 unter Tage) förderte 811.598 t Kohle.
Da 1938 die Borsig-Aktienmehrheit an die Reichswerke Hermann Göring (HGW) übergegangen war, liegt die Vermutung nahe, dass spätestens von diesem Zeitpunkt an die HGW die Förderung der Gleiwitzgrube übernommen haben. Nach Kriegsende gehörte das Bergwerk zur Vereinigung der Kohlenindustrie von Gleiwitz (Gliwickie Zjednoczenie Przemysłe Węglowgo).

## Gegenwart
Im März 2000 wurde die Anlage geschlossen. Bei der Schließung verfügte das Bergwerk über fünf Schächte: Die Schächte I und II befanden sich auf dem Zentralgelände in Trynek, die Schächte „Ostropa“ (Lage) und „Wótowa Wieś“ (Lage) östlich der Hauptanlage und Schacht „Łabędy“ (Lage) am Hafen des Klodnitzkanals.
Nach 2003 wurde der erhaltene Gebäudekomplex des ehemaligen Bergwerks in das Projekt Nowe Gliwice einbezogen.

## Förderung
- 1913: 40.269 t
- 1938: 831.561 t
- 1943: 878.608 t
- 1970: 1,00 Mio. t
- 1979: 4,81 Mio. t